# 交響曲第8番 (シューベルト)
フランツ・シューベルトの交響曲第8番（こうきょうきょくだいはちばん）ハ長調 D 944 は、1825年から1826年にかけて作曲され、1838年に初演された4楽章からなる交響曲。

## 解説

### 概要
本記事で扱うシューベルトの交響曲は、古くより番号が様々に呼ばれ、20世紀初頭までは「未完のものを除いて7番目」なので第7番と呼ばれることが多かった。次いで、1951年にオットー・エーリヒ・ドイチュがシューベルトの作品目録を作成してドイッチュ番号を付番して以降は、未完ながら演奏される2曲（D729のホ長調のもの、および、D759のロ短調『未完成交響曲』）を含めて第9番と呼ばれるようになった。ドイチュ死後の1978年にヴァルター・デュル、アルノルト・ファイルらによってドイチュ番号の改定が行われ、自筆譜のままで演奏できるという意味で完成されていると認められる交響曲の8番目のものであることから第8番とし、テュービンゲンの「国際シューベルト協会」（Internationale Schubert-Gesellschaft e.V.）をはじめ多くの楽譜出版社がこれに従ったため、第8番とすることも多くなってきている。ただし、そういう場合でも混乱を招かないように、第8（9）番と紹介することも少なくない。世界的には現在も第9番としている例も多く、日本でもCDや楽譜のタイトルには第9番とついている場合が多いので、注意を要する。
本記事の交響曲は通称『ザ・グレート』（独：Die große C-dur 、英：The Great C major）と呼ばれることがあるが、この呼び名はシューベルトの交響曲のうちハ長調の作品に第6番と第8番の2曲があり、第6番の方が小規模であるため「小ハ長調（独：Die kleine C-Dur）」と呼ばれ、第8番が「大ハ長調」と呼ばれることに由来する。この『ザ・グレート』はイギリスの楽譜出版社が出版する際の英訳によって付けられたものであるが、本来は上述のように第6番と区別するために付けたため「大きい方（のハ長調交響曲）」といった程度の意味合いしかなく、「偉大な」という趣旨は持たない。しかし、作曲者自らが後述の手紙にあるように『大交響曲（Große Sinfonie）への道を切拓く』との意気込みを注ぎ込んだ楽想、規模は（本来意図したものではないにせよ、偉大というニュアンスでも）『ザ・グレート』の名に相応しく、現在ではこの曲の通称として定着している。
指示通りに演奏した場合は60分以上かかる大曲であり、シューマンは曲をジャン・パウルの小説にたとえ、「すばらしい長さ （天国的な長さ）」と賞賛している。ベートーヴェンの交響曲の規模の大きさと力強さとを受け継ぎ、彼独自のロマン性を加えて完成された作品となっており、後のブルックナー、マーラー、20世紀のショスタコーヴィチなどの交響曲につながっている。

### 作曲の経緯
1824年3月31日にシューベルトは当時ローマに滞在していた友人のクーペルヴィーザーに手紙を書き、梅毒によると思われる体調不良が続いていること、さらに友人たちとの接点がない状況を憂い「自分がこの世で最も不幸で惨めな人間だ、と感じている」と愚痴を漏らしながらも、
……歌曲の方では、あまり新しいものは作らなかったが、その代り、器楽の作品をたくさん試作してみたよ。ヴァイオリン、ビオラ、チェロのための四重奏曲を二曲、八重奏を一曲、それに四重奏をもう一曲作ろうと思っている。こういう風にして，ともかく僕は、大きなシンフォニーへの道を切拓いていこうと思っている。（中略）ウィーンの一番新しいニュースは、ベートーヴェンが演奏会を開いて、かれの新しいシンフォニー、新しいミサから三曲、それに新しい序曲をひとつ披露するということだ。（中略）できることなら、近い将来僕も同じようなコンサートを開きたいと思っている。……
と、体調が悪くても創作意欲にあふれていて、自身の関心が器楽曲、特にベートヴェンのような規模の大きい交響曲に向いていることを明らかにしている。
同年5月に体調がかなり回復したシューベルトは、以前も勤めたことのあるヨハン・エステルハージ伯爵一家の音楽教師としてハンガリーのツェレスに向かった。友人のシュヴィントは、その際シューベルトが「交響曲を一曲書こうと思っているが、すでに目処はついている」と述べていたことをクーペルヴィーザー宛の手紙に記している。シューベルトがクーペルヴィーザーの手紙に明記しているベートーヴェンの交響曲第9番の初演（1824年5月7日）に接したかどうか確実な証拠はないものの、シューベルトは3月の時点ではまだ意図の段階だった大規模な交響曲を、2か月ほどで具体的な作曲に着手するまでになっていた。
翌1825年の5月から9月の終わりまで、シューベルトは上部オーストリア地方のグムンデン、リンツ、ガスタインなどを旅行する。シューベルトや友人の手紙で、彼はこの旅の途上で1曲の交響曲、しかもかなりの大曲を完成させたことが報告されている。後述するように本作品は1828年作曲と信じられていたため、その交響曲は長い間「グムンデン・ガスタイン交響曲（D 849）」と言われる幻の曲と扱われていたが、現在では前年の1824年から作曲していた楽想をまとめ上げ、このハ長調の交響曲を完成したものと考えられている。

### シューマンによる発見と初演
完成直後の1826年、シューベルトはこの曲の楽譜をウィーン楽友協会へ献辞を添えて提出・受理された。楽友協会はパート譜を製作するなど準備を進めたが演奏困難との理由で演奏されず、シューベルトはわずかな謝礼を得たのみだった。1828年にも同年12月の演奏会のために同協会に提出したが、やはり同様の理由で演奏されず、シューベルトは代わりに交響曲第6番の譜面を提出した。しかも実際に演奏されたときには、シューベルトはその1か月ほど前に世を去っていた。
この作品は1839年にシューマンが、すっかり忘れ去られてしまっていたシューベルトの自筆譜を発見して世に知られるようになった。前年にシューベルトの墓を訪れていたシューマンは、同年1月1日にウィーンのシューベルト宅を訪れるまでは、シューベルトはあくまで歌曲や小規模な室内楽、ピアノ曲などを演奏する、気心知れた仲間内の演奏会「シューベルティアーデ」の作曲家という認識しか持っていなかった。彼の部屋を管理していた兄フェルディナントはシューベルトの死後そのままに仕事机を保管していた。シューマンは、その机の上にあった長大な交響曲を発見し、シューベルトを歌曲の作曲家と見ていた自らの認識を覆すその作品に驚愕した。シューマンはぜひこれを演奏したい、楽譜をライプツィヒの盟友メンデルスゾーンに送りたいとフェルディナントに懇願し、ようやく許可を取り付けてメンデルスゾーンのもとに楽譜が届けられたという。
1839年3月21日、メンデルスゾーンの指揮、ライプツィヒ・ゲヴァントハウス管弦楽団の演奏によって、この交響曲は初演された。シューマンは初演には立ち会えず、翌年の再演でようやく聴くことが出来た。

### グムンデン・ガスタイン交響曲

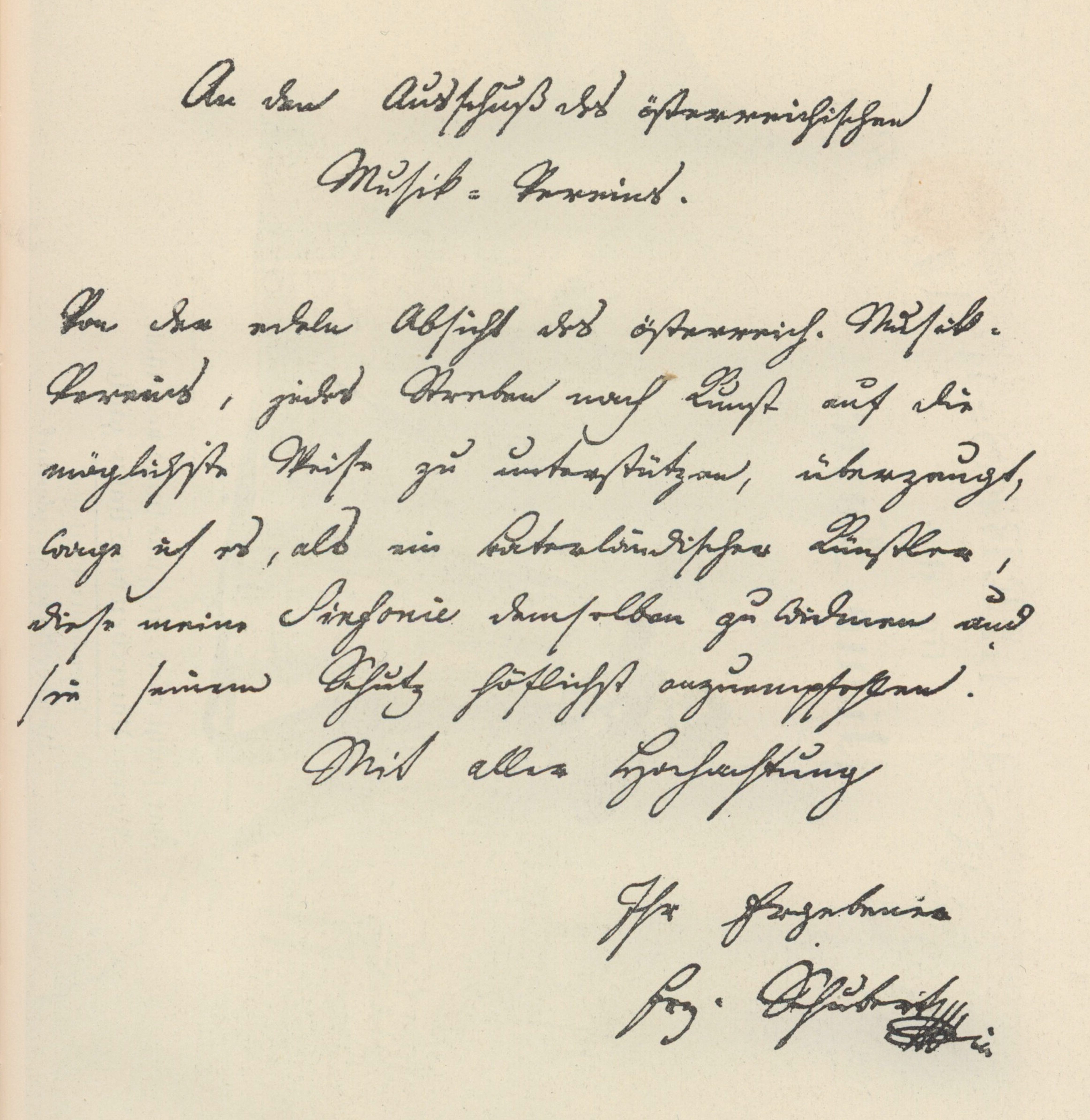
交響曲第8番に関するシューベルトの手紙、D.944

先に述べたように、シューベルトの日記や手紙から1825年に彼がグムンデンおよびバート・ガスタインに滞在し、そこで作曲したとされる「グムンデン・ガスタイン交響曲（D 849）」という曲がどれに当たるかは長い間解明されていなかった。「ザ・グレート（D 944）」は、かつては直筆譜の日付から1828年の作曲と考えられてきたため、それとは別の曲、もしくはD 944の下書きとなった曲ではないかと推測されていた。
しかしD 944の自筆譜の用紙のすかし模様が、調査の結果1825年ごろにシューベルトが用いていたものと一致すること、28が25の読み間違いの可能性があることなどの理由から、現在では1825年から26年にかけての作曲であると考えられている。このため「グムンデン・ガスタイン交響曲」の正体はこのD 944ではないかとする説が有力となっている。
後に、シュトゥットガルトでD 849にあたるとされるホ長調の交響曲の筆写譜が「偶然に発見」され、ギュンター・ノイホルト指揮のシュトゥットガルト放送交響楽団による演奏の録音が南ドイツ放送でFM放送され、また出版され、ゲルハルト・サミュエル指揮のシンシナティー・フィルハーモニー管弦楽団でCD化された。この交響曲はD 944と主題がそっくりで、演奏時間は60分ぐらいと規模も同じであり、D 944のための下書きとして書かれたものとも考えられ、これがグムンデン・ガスタイン交響曲ではないかとも考えられた。しかし後日、このD 849とされたホ長調の交響曲は1973年にヘンレ社に楽譜のコピーを提供したグンター・エルショルツ (Gunter Elsholz) がシューベルトの残した断片を再構成した偽作であることが判明した。

## データ
- ドイッチュ番号：944
- 作曲時期：1825年から1826年
- 初演：1839年3月21日、ライプツィヒにて、メンデルスゾーン指揮ライプツィヒ・ゲヴァントハウス管弦楽団。（遺作）
- 演奏時間：すべて楽譜どおり繰り返すとほぼ60分。すべての提示部の繰り返しなしで約50分。現在ではシューベルトはもっと速いテンポ設定を想定していた、とする研究もあるが、現在においても繰り返しあり60分でほぼ演奏されていることが多い。世界最速記録は、ルネ・レイボヴィッツ指揮、ロイヤル・フィルハーモニー管弦楽団の44分48秒。
- 楽器編成フルート 2、オーボエ 2、クラリネット 2、ファゴット 2、ホルン 2、トランペット 2、トロンボーン 3、ティンパニ 1対、弦五部

## 作品構成

### 第1楽章 Andante - Allegro ma non troppo
ハ長調、2/2拍子、序奏付きソナタ形式(提示部リピート付き)。
ホルン2本のユニゾンでおおらかに始まる。この開始部分はシューマンの交響曲第1番『春』やメンデルスゾーンの交響曲第2番、ブラームスのピアノ協奏曲第2番のモデルとなっている。この序奏部分が楽章全体を構成する主要なモチーフを提示している点に大きな特徴がある。第1主題は音の大きく動く付点のリズムと3連符に特徴がある。第2主題が5度上の属調であるト長調ではなく、3度上のホ短調で書かれているのも大きな特徴（再現部では同主調のハ短調で1度、平行調のイ短調でもう一度奏されており、ソナタ形式としての整合性が取られている）。変イ短調に始まるトロンボーンの旋律が第3主題とされることもあるが、動機としては序奏の旋律の断片である。リズミカルなモチーフを主体として主題が構成されている点には、尊敬してやまなかったベートーヴェンの特に交響曲第7番と多くの共通点を持つ一方で、大胆な転調や和声進行にはシューベルトらしさが満ちあふれている。第662小節から最終685小節にかけて、序奏の主題が、音価を2倍に引き伸ばされた形で（結果として序奏と同じテンポに聞こえる）2度力強く再現され、楽章を終える。なお、この手法をシューベルトは交響曲第1番第1楽章ですでに用いている。
なお、初版においては拍子が4/4拍子に改竄されていた。現在では、本来の自筆譜通り（2/2）に戻されている。

### 第2楽章 Andante con moto
イ短調、2/4拍子、展開部を欠くソナタ形式の緩徐楽章。
7番の第2楽章と同じような構造(A-B-A-B-A(コーダ))である。主としてオーボエが主旋律を担当する第1主題部(A)は、スタッカートが特徴のリズミカルな動機を主体とし、かつ3つの異なる旋律から構成され、ピアノとフォルテシモの頻繁な交代を特徴としている。第2主題(B)はヘ長調で書かれ(7番第1楽章と同じ調性関係）、第1主題とは対照的に息の長いレガートを主体とした下降旋律を特徴とする、シューベルトの面目躍如たる美しい旋律であり、対旋律の美しさも特筆に価する。中でも第148小節から12小節に渡るホルンと弦との対話はシューマンが絶賛していた。再現部では、第1主題が劇的に発展し、第2主題は主調の同主長調であるイ長調で再現する。第330小節からのコーダでは第1主題が短縮された形で再現する。

### 第3楽章 Scherzo. Allegro vivace
ハ長調、三部形式、3/4拍子の大掛かりなスケルツォ。
ベートーヴェンのスケルツォよりはメヌエットの性格を残している。後のブルックナー後期作品を思わせるような息せき切るような主部の旋律と、シューベルトらしい旋律に溢れた雄大な中間部トリオ（イ長調）の対照が効果的である。スケルツォ主部はそれだけでソナタ形式の構造をしており、提示部に加え、展開部＋再現部にもリピートがつけられており、特に後者は省略されることも多い。トリオの旋律はベートーヴェンの交響曲第4番の第3楽章のトリオのそれに似ている。

### 第4楽章 Finale. Allegro vivace
ハ長調、2/4拍子、自由なソナタ形式(提示部リピート付き)。
1,155小節にも及ぶ長大なフィナーレ。第1楽章同様付点のリズムと3連符、そしてこの楽章ならではのオスティナートと強弱のコントラスト、激しい転調に特徴があり非常に急速で息を付かせない。ところどころ同じ和音が数小節にわたって続く。シューベルトはピアノソナタ第18番以降、同音連打を積極的に導入しており、このフィナーレでも存分にこれが展開される。
付点音符を素材とするハ長調の第1主題は非常に躍動的で、確保された後にト長調で抒情的な第2主題が木管によって朗々と歌われる。これが発展し、劇的な展開を見せた後にコデッタを経て、変ホ長調で展開部に入る。まずクラリネットが提示部の最後での第2主題の動きを引き継いで展開し新たな旋律を提示するが、これはベートーヴェンの交響曲第9番の「歓喜の主題」が改変されて引用されたものと考えられ、ベートーヴェンに対するオマージュと考えられる。歓喜の歌も含めた展開部、やや変型された再現部の後にppまで落ち、972小節目から始まるコーダでは2つの主題と歓喜の歌が組み合わさって堂々たる終結を迎える。

## 演奏上の問題
第1楽章においては、序奏がコーダで再現されるところで、両者のテンポ設定をどうするかが問題となる。かつてピリオド楽器による演奏がバロック音楽や古典派音楽に留まり、ピリオド楽器による初期ロマン派音楽の演奏が一般的でなかった時代においては、自筆譜の拍子及びメトロノームに忠実に基づいてテンポ設定をするとコーダが速すぎて楽章全体のクライマックスを築けない、という感覚が一般的であったため、多くの録音ではテンポを徐々に落としたりAndanteに戻していた。
しかし、ピリオド楽器による演奏や、ピリオド系の演奏でキャリアを築いてきた指揮者がモダン楽器のオーケストラを指揮した演奏では、当時の演奏習慣の研究から楽譜に指示のないテンポダウンは後の時代の習慣だとしてコーダをそのままの速さで演奏する例が多く、徐々にそのような演奏が増えつつある。コーダをそのままの速さで入ることを最初に提唱したのは、ルネ・レイボヴィッツである。彼は、ベートーヴェンの交響曲を作曲者のメトロノーム通りに演奏することを主張したことでも著名な存在である。
そして上述のとおり、終楽章の同じ和音の連続をどう処理するかが問題となる。ピリオド楽器で手がけても、終楽章で弦楽器に要求されるBPMは一秒間に12パルスを超えており、モダン楽器を備えた現代人にとっても簡単ではない。
シューベルトの多くの作品で見られることだが、自筆譜に書かれた記号の(＞)が、アクセントにしては異様に長く、デクレッシェンドにしては短く、どちらなのか判然としない書き方も見られる。「どちらでもない」演奏が一般的だが、時に極端な解釈も見られる。特に最後の小節に関しては、それまでの楽曲の流れを重視して強奏で終わることが通例となっているが、クレンペラーやアーノンクールのようにデクレッシェンドとして演奏する例もある。